# Rhaphidura (ocell)
Rhaphidura és un gènere d'ocells de la família dels apòdids (Apodidae). Aquests falciots habiten les selves d'Àsia, a la península de Malaca i les Illes Grans de la Sonda, i a l'Àfrica equatorial.
Segons la classificació del Congrés Ornitològic Internacional (versió 2.5, 2010) aquest gènere està format per dues espècies:
- falciot cuaespinós de carpó argentat (Rhaphidura leucopygialis).
- falciot cuaespinós de Sabine (Rhaphidura sabini).